# Cadillac (Frankrijk)
Cadillac is een gemeente in het Franse departement Gironde (regio Nouvelle-Aquitaine). Cadillac telde op 1 januari 2022 2.727 inwoners.

## Geografie
De oppervlakte van Cadillac bedroeg op 1 januari 2022 5,44 vierkante kilometer; de bevolkingsdichtheid was toen 501,3 inwoners per km².

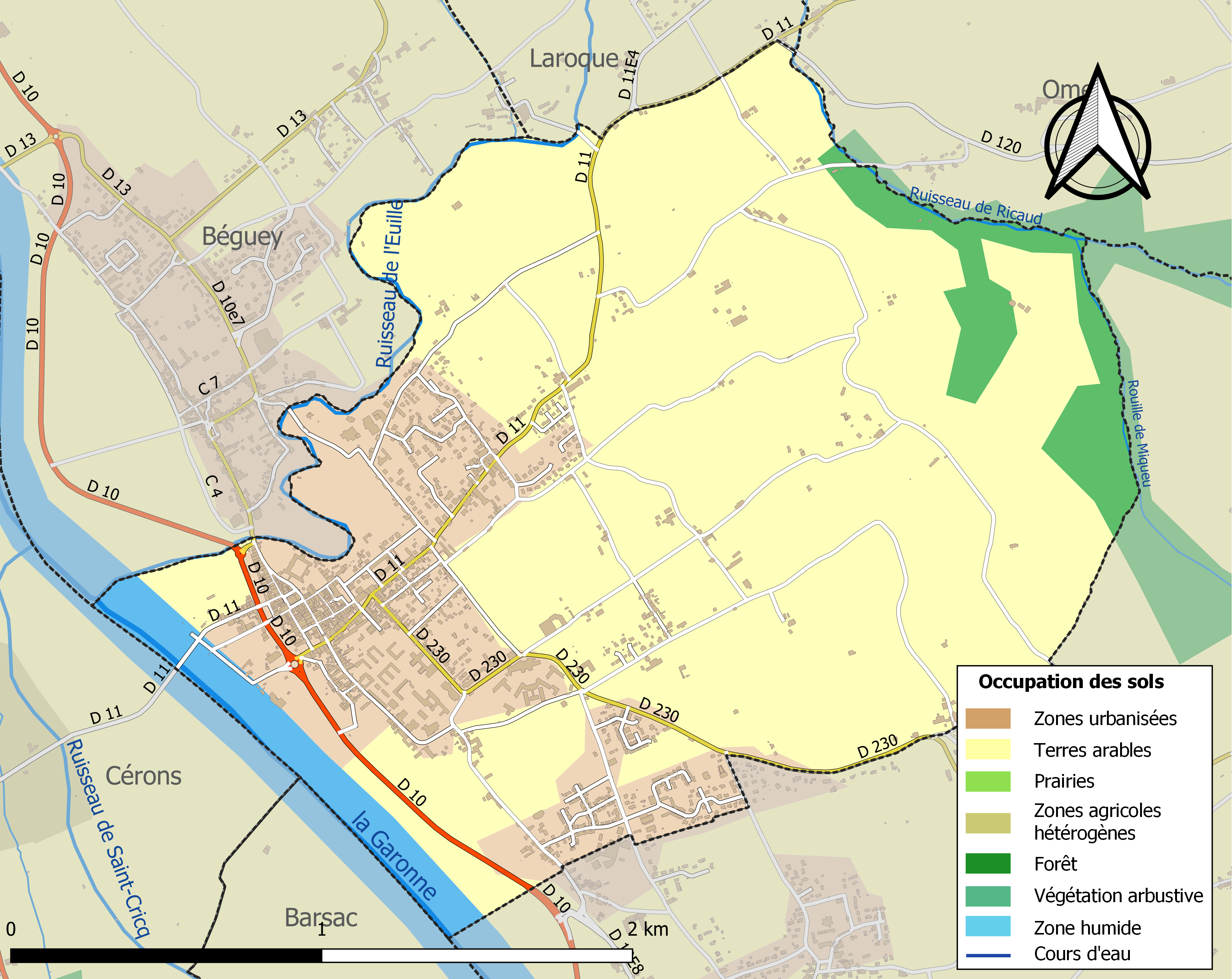
Kaart van de gemeente met belangrijkste infrastructuur, bodemgebruik en omliggende gemeenten

## Demografie
Onderstaande figuur toont het verloop van het inwonertal (bron: INSEE-tellingen).